# Джо-Луїс-арена
«Джо Луїс Арена» (англ. Joe Louis Arena) — знесений колишній спортивний комплекс у Детройт, Мічиган (США), відкритий у 1979 році. Місце проведення міжнародних змагань з кількох видів спорту, домашня арена команди Детройт Ред Вінгз, НХЛ.
«Джо Луїс Арена» названа на честь колишнього боксера і в суперважкій вазі Джо Луїса, який виріс у Детройті.